# حملات صليبية
الحملات الصليبيَّة أو الحروب الصليبيَّة بصفة عامة مصطلح يطلق حاليًا على مجموعة من الحملات و‌الحروب التي قام بها المسيحيون اللاتين الكاثوليك الأوروبيون الغربيون من أواخر القرن الحادي عشر حتى الثلث الأخير من القرن الثالث عشر (1096 - 1291). كانت بشكل رئيسي حروب فرسان، وسميت بهذا الاسم لأنها كانت حملات دينية تحت شعار الصليب من أجل الدفاع عن الأماكن المسيحية المقدسة، فكان الهدف الرئيسي للحملات هو السيطرة على الأراضي المقدسة كبيت المقدس، ولذلك كانوا يخيطون على ألبستهم على الصدر والكتف علامة الصليب من قماش أحمر.
كان السبب الرئيس وراء سقوط البيزنطيين هو الدمار الذي كانت تخلفه الحملات الأولى المارة من بيزنطة (مدينة القسطنطينية) عاصمة الإمبراطورية البيزنطية وتحول حملات لاحقة نحوها.[بحاجة لمصدر]
كانت الحروب الصليبية سلسلة صراعات عسكرية ذات طابع ديني شاركت فيها معظم بلدان أوروبا المسيحية ضد ما اعتبرته تهديدات خارجية وداخلية، فقد كانت موجهة ضد عدد من المجموعات العرقية والدينية التي اشتملت على المسلمين، والوثنيين السلاف، و‌المسيحيين الروس والأرثوذكسية اليونانية، والمغول، والأعداء السياسيين للباباوات. كان الصليبيون يأخذون الوعود ويمنحون التساهل. تضع التقديرات عدد الضحايا الذين قضوا في الحروب الصليبية بين مليون إلى حوالي ثلاثة ملايين شخص. كان هدف الحروب الصليبية في الأصل الاستيلاء على القدس والأراضي المقدسة التي كانت تحت سيطرة المسلمين، وكانت تلك القاعدة التي أطلقت في الأصل استجابة لدعوة من الإمبراطورية البيزنطية الأرثوذكسية الشرقية لمساعدتها ضد توسع المسلمين المتمثلين بالسلاجقة في الأناضول.
يستخدم مصطلح الحروب الصليبية أيضًا لوصف حروب لاحقة من خلال القيام بحملات امتدت حتى القرن السادس عشر في أقاليم لم تقتصر على بلاد الشام وحسب، بل استهدفت وثنيين في شمال أوروبا، ومن اعتبروا في المعتقد المسيحي «هراطقة»، لمزيج من أسباب دينية واقتصادية، وسياسية. كما أدت التناحرات التي نشبت بين المسيحيين والمسلمين على حد سواء لنيل الصلاحيات إلى نشوء تحالفات بين الفصائل الدينية ضد خصومهم، مثل التحالف المسيحي مع سلطنة رومية أثناء الحملة الصليبية الخامسة.
كان تأثير الحروب الصليبية بعيد المدى سياسيًا، واقتصاديًا، إضافة إلى التأثيرات الاجتماعية، والتي استمر بعضها حتى الأوقات المعاصرة. بسبب الصراعات الداخلية بين الممالك المسيحية والقوى السياسية، تحولت بعض البعثات الصليبية عن هدفها الأصلي، مثل الحملة الصليبية الرابعة التي أسفرت عن اجتياح القسطنطينية المسيحية وتقسيم الإمبراطورية البيزنطية بين البندقية والصليبيين. كانت الحملة الصليبية السادسة أول حملة صليبية تجري دون مباركة البابا، وإرساء سابقة أن الحكام السياسيين استهلوا حملة صليبية دون الرجوع إلى رأس الكنيسة الكاثوليكية.
يمتلك المؤرخون الحديثون آراءً متباينة على نطاق واسع حول الصليبيين. بالنسبة للبعض، كان سلوكهم غير متوافق مع الأهداف المعلنة والسلطة الأخلاقية الضمنية للبابوية، كما يتضح من حقيقة أن البابا حرم الصليبيين كنسيًا في بعض الأحيان. غالبًا ما نهب الصليبيون أثناء سفرهم، واحتفظ قادتهم بشكل عام بالسيطرة على الأراضي التي  استولوا عليها بدلاً من إعادتها إلى البيزنطيين. خلال الحملة الصليبية الشعبية، قُتل العديد من اليهود في ما يسمى الآن بمذابح راينلاند. واحتُلت القسطنطينية خلال الحملة الصليبية الرابعة. إلا أن الحروب الصليبية كان لها تأثير عميق على الحضارة الغربية، فقد حصلت دول المدن الإيطالية على تنازلات كبيرة في مقابل مساعدة الصليبيين والمستعمرات القائمة التي سمحت بالتجارة مع الأسواق الشرقية حتى في الفترة العثمانية، مما سمح لازدهار جنوى و‌البندقية. وعزز الصليبيون الهوية الجماعية للكنيسة اللاتينية تحت قيادة البابوية. وشكلوا منبعًا لروايات البطولة و‌الفروسية والتقوى التي عززت الرومانسية و‌الفلسفة و‌الأدب في القرون الوسطى. كما كان من نتائج الحملات الصليبية الباقية زيادة التباعد وانشقاق المسيحية الغربية عن نظيرتها الشرقية، بالرغم من أن هدف إرسال الكنيسة الكاثوليكية للحملة الأولى كان نظرياً بالأصل لتلبية الدعوة التي أطلقها إمبراطور بيزنطة ألكسيوس الأول كومنينوس للمساعدة في صد غزوات السلاجقة على بيزنطة.

## التسمية
سمي الصليبيون بهذا الاسم لأنهم نقشوا على صدورهم علامة الصليب. وفي النصوص العربية المعاصرة لتلك الأحداث كابن الأثير الجزري في كتابه الكامل في التاريخ، وأبى الفداء في كتابه المختصر في أخبار البشر سموا بالفرنجة أو الإفرنج أو الروم وسميت الحملات الصليبية بحروب الفرنجة. أما في الغرب فقد سمي الصليبيون بتسميات متعددة كمؤمني القديس بطرس (fideles Sancti Petri) أو جنود المسيح (milites Christi)، ورأى من كان مندفعًا بدافع الدين من الصليبيين أنفسهم على أنهم حجاج، واستخدم اسم «الحجاج المسلحين» لوصفهم في إشارة إلى أن الحجيج لا يحمل السلاح في العادة. وكان الصليبيون ينذرون أو يقسمون أن يصلوا إلى القدس ويحصلوا على صليب من قماش يخاط إلى ملابسهم، وأصبح أخذ هذا الصليب إشارة إلى مجمل الرحلة التي يقوم بها كل صليبي.
ومن ضمن الأسباب كذلك أن طيلة فترة الحرب كانت الزوارق الشراعية والأسلحة والحواجز كلها تحمل علامة الصليب، الحملات الصليبية على الوطن العربي كانت تقول أنها تخلص المسيحية.

## السياق التاريخي

### الوضع في منطقة الشرق
بدأ الوجود الإسلامي في الأرض المقدسة الأولى مع الفتح الإسلامي لفلسطين في القرن السابع. ولم يلحظ أي تدخل من هذا بكثير مع الحج إلى الأماكن المقدسة المسيحية أو من الأديرة والطوائف المسيحية في الأراضي المقدسة، وكانت دول أوروبا الغربية أقل اهتمامًا بفقدان القدس، في العقود والقرون التي تلت ذلك، عن طريق غزوات المسلمين وعدائية أخرى من غير المسيحيين، مثل الفايكنغ، والسلاف، ومع ذلك، فإن نجاحات جيوش المسلمين وضع ضغوطًا متزايدة على الإمبراطورية البيزنطية الأرثوذكسية الشرقية.
من العوامل الأخرى التي ساهمت في هذا التغيير في المواقف الغربية ازاء الشرق حدثت في سنة 1009، عندما أمر الخليفة الفاطمي الحاكم بأمر الله بتدمير كنيسة القيامة هناك اضطهادات أخرى تعرض لها المسيحيون المشرقيون في مصر،  و‌بلاد الشام و‌العراق منذ عهد الخليفة العباسي التاسع المتوكل على الله الذي اضطهد عمومًا إلى جانب المسيحيين واليهود جميع من يخالفه في المذهب الشافعي. وفي عام 1039 سمح خلفه للإمبراطورية البيزنطية بإعادة بناء كنيسة القيامة. وسمح بالحج إلى الأراضي المقدسة قبل وبعد إعادة بناء كنيسة القيامة.

### حالة دول أوروبا الغربية
أصل الحروب الصليبية تكمن في التطورات في أوروبا الغربية في وقت سابق من العصور الوسطى، فضلًا عن تدهور حالة الإمبراطورية البيزنطية في الشرق الناجمة عن موجة جديدة من الهجمات التركية المسلمة.
انهيار الإمبراطورية الكارولانجية في أواخر القرن التاسع، جنبًا إلى جنب مع الاستقرار النسبي للحدود المحلية الأوروبية بعد تنصير الفايكنج، والسلاف، والمجر، قد أنتجت الكثير من الطبقة المسلحة وبروز الطاقات التي كانت في غير محلها قتال بعضهم بعضًا، وإرهاب السكان المحليين. حاولت الكنيسة كبح هذا العنف مع حركات السلام والهدنة مع الله، والتي كانت ناجحة إلى حد ما، لكن طبقة المحاربين كانوا يسعون دائمًا لإيجاد منفذ لمهاراتهم، وأصبح فرض التوسع الإقليمي، أقل جاذبية بالنسبة لقطاعات كبيرة من النبلاء. وكان هناك استثناء واحد هو حروب الاسترداد في إسبانيا و‌البرتغال، فرسان إسبانيا و‌البرتغال وبعض المرتزقة من أماكن أخرى في أوروبا في مكافحة الوجود الإسلامي. أعطى البابا إسكندر الثاني بركته لمسيحيي إيبيريا في حروبهم ضد المسلمين.
جردت الحملات الصليبية أيضًا غير محاربة الإسلام والمسلمين إذ كان هدفها في البداية أيضًا محاربة البابا لمخالفيه، فقد جاء الصليبيون من شمال فرنسا إلى جنوبها لكي يقاتلوا الهراطقة الألبيجنسيين. فمنذ نهاية القرن الحادي عشر بدأت بوادر المقاومة ضد الكنيسة البابوية في روما وسيطرتها على شؤون الحياة الأوروبية، وعند نهاية القرن الثاني عشر ذاعت الأفكار التي أخذ يواقيم الفلورى (Jouchim Flora) يدعو لها، وقد لاقت أفكاره الدينية الذيوع بسرعة ملحوظة. وسار يواقيم على نهج سان برنار الذي زعم أن العالم قد دخل عصر المسيح الدجال الذي يسبق قيام القيامة. وعلى حين اكتفى سان برنار بإدانة كبار الأساقفة على اعتبار أنهم أسرى الشيطان، فإن يواقيم جعل البابوية نفسها هي المسيح الدجال. وقلب بذلك حق وراثة بابا روما للمسيح رأساً على عقب. وحاز شعبية واسعة لدى جميع الفرق المخالفة، ونتج عن أفكاره هذه أن ظهرت عصبة جمعت حولها عدداً ضخماً من الأتباع في جنوب فرنسا تدعى الكارتاريون (Czthari) أي الأطهار أو الألبيجنسيون نسبة إلى بلدة Albi في مقاطعة تولوز والتي كانت معقلاً لهم. وعند نهاية القرن الثاني عشر كان سكان المدن الأثرياء ونبلاء تولوز وبروفانس إما أعضاء في الكنيسة الألبيجانسية وإما من المتعاطفين مع قادتها. وكانت البابوية في روما سنة 1200م ترى في السيطرة الألبيجنسية على جنوب فرنسا سرطان ينهش في جسد العالم المسيحي يجب استئصاله بأي ثمن، لأنها رأت فيها ديانة مختلفة. وتطورت الأحداث بالشكل الذي أدى إلى إعلان بابا روما قرار حرمان على ريموند السادس أمير تولوز، وإباحة أراضيه وأملاك الألبيجنسيين، فتحمس لذلك أمراء شمال فرنسا واندفعوا في حملة صليبية سنة 1209 قضت على الأمراء الأقطاعيين في جنوب فرنسا، واقتسموا إقطاعاتهم.كذلك يمكن أن نصور الغزو الجزئي الذي قام به الأنجلو ـ نورمان لأيرلندا على أنه نمط من أنماط الحروب الصليبية رغم أن ضحاياه كانوا من الكاثوليك.
جاءت بداية الحروب الصليبية في فترة كانت فيها أوروبا قد تنصرت بالكامل تقريبًا بعد اعتناق الفايكينج والسلاف والمجر للمسيحية. فكانت طبقة المحاربين الأوروبيين قد أصبحوا بلا عدو لقتاله، فأصبحوا ينشرون الرعب بين السكان، وتحولوا إلى السرقة وقطع الطرق والقتال في ما بينهم، فكان من الكنيسة أن حاولت التخفيف بمنع ذلك ضد جماعات معينة في فترات معينة من أجل السيطرة على حالة الفوضى القائمة. وفي ذات الوقت أفسح المجال للأوربيين للاهتمام بموضوع الأرض المقدسة التي فتحها المسلمون منذ عدة قرون ولم يتسن للأوربيين الالتفات لها لانشغالهم بالحروب ضد غير المسيحيين من الفايكنج والمجريين الذين كانوا يشكلون المشكلة الأقرب جغرافيًا سابقًا، وكذلك بدأت الكنيسة تلعب دورًا في الحرب الاستردادية في إسبانيا، حيث قام البابا إسكندر الثاني عام 1063 بمباركة المحاربين الذاهبين إلى الأندلس، الأمر الذي لعب دورًا كبيرًا في تكوين فكرة الحرب المقدسة.

## دوافعها

### الدافع الأساسي
بعد انتصار السلاجقة على البيزنطيين استنجد البيزنطيون بمسحيي بلاد الغال (فرنسا) على أساس أنهما من نفس الديانة (المسيحية) وكانت الدوافع الاقتصادية والاجتماعية عوامل أساسية للدفاع عن الروم البيزنطيين.

### الدوافع الدينية

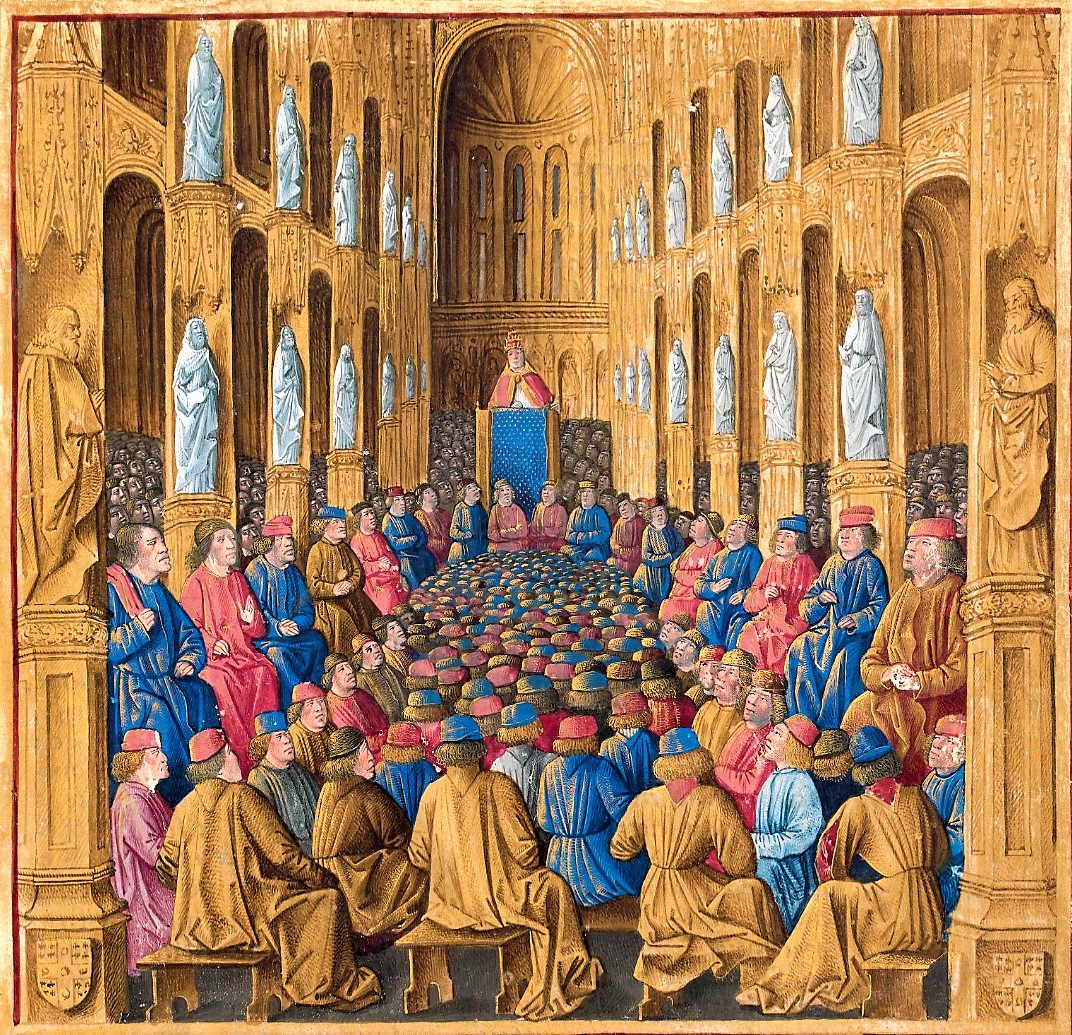
رسم يعود للقرن الخامس عشر يمثل البابا أوربان الثاني وهو يخطب بالحشد المجتمع في كليرمونت

كانت دعوة البابا للحروب الصليبية التي بدأها البابا أوربان الثاني في نوفمبر 1095 بعقده مجمعًا لرجال الدين في مدينة كليرمونت فران الفرنسية، وكان الكثير من الحملات قد بررت بتطبيق «إرادة الرب» عن طريق الحج إلى الأرض المقدسة للتكفير عن الخطايا، وكانت الدعوات تروي عن اضطهاد الحكم الإسلامي للمسيحيين في الأرض المقدسة وتدعو إلى تحريرهم، خصوصاً بعد تدمير وحرق كنيسة القيامة،  وهي أقدس موقع مسيحي على الإطلاق في 18 أكتوبر عام 1009 بأمر من الخليفة الحاكم بأمر الله الفاطمي. وتراجعت هذه الدوافع الدينية مع مرور الوقت لتصل إلى حد تدمير مدينة القسطنطينية المسيحية الشرقية في الحملة الصليبية الأولى والرابعة على أيدي الصليبيين أنفسهم.

### الدوافع الاجتماعية
كان قانون الإرث المطبق في أوروبا ينص على أن يرث الابن الأكبر عقارات والده وعبيده بعد موته، وتوزع المنقولات بين أبنائه، وبسبب هذا القانون نشأت طبقة من النبلاء أو الأسياد الذين لم يكونوا يملكون إقطاعيات، فشاعت بينهم ألقاب مثل «بلا أرض» و«المعدم» دلالة على عدم ملكيتهم لقطعة أرض، ورأى الكثير من هؤلاء فرصتهم في الحملات الصليبية للحصول على أراض في الشرق، ورأى آخرون فيها فرصة لتوسيع أملاكهم بضم أملاك جديدة، كما كان الفقراء يجدون فيها فرصة لحياة جديدة أفضل ووسيلة تخرجهم من حياة العبودية التي كانوا يعيشونها في ظل نظام الإقطاع السائد في ذلك الوقت.
ولا ننسى أيضًا رغبة المدن الساحلية الأوروبية تحقيق مكاسب تجارية نظيرًا لنقل المحاربين على سفنها ورغبة بعض فرسان أوروبا في التخلص من النظام الإقطاعي الفاسد عن طريق العيش في الشرق.

### العلاقة مع الإسلام
كانت العلاقات الخارجية لأوروبا مع المد الإسلامي لا تبعث على الطمأنينة، فالمسلمون الذين كانوا قد قاتلوا البيزنطيين منذ القرن السابع الميلادي قد وصلوا إلى جبال البيرينية (البرانس) في شمال إسبانيا وجنوب فرنسا بعد أن سيطروا على شمال أفريقيا، فكانت المناطق الأوروبية المتاخمة لحدود دولة الأندلس الإسلامية بشبه جزيرة إيبيريا وجزيرة صقلية تشعر بتهديد السيطرة الإسلامية عليها مما ساهم في تجنيد الأوروبيين بدافع الحماية والدفاع عن مناطقهم.

### التوترات بين روما والقسطنطينة
رأت البابوية في السيطرة على الأرض المقدسة دعمًا كبيرًا لنفوذها، كما رأت أيضًا، في السيطرة على الكنيسة الشرقية بالقسطنطينية وسيلة لإعادة توحيد الكنيسة تحت ظلال البابوية، ولعبت العوامل الاقتصادية والتنافسية دورًا بدا واضحًا في الحملة الصليبية الرابعة. مما أدى إلى التضاؤل المستمر في دفاع الصليبيين عن الإمبراطورية البيزنطية.

## الحملات المشرقية الرئيسية
يصعب الفصل بين الأحداث التي وقعت في فترة الحروب الصليبية. لكن المؤرخين يقسمون الحملات الصليبية المشرقية إلى الحملات التالية:

### حملة الفقراء أو حملة الشعب
حملة قام بها الفقراء والأقنان وجمهور قليل من الفرسان، حيث كان الوعد الكنسي بالخلاص والفوز بالغنائم سببًا مقنعًا لمغادرة حياتهم البائسة والتوجه إلى تحرير القدس. وهذه الحملة قادها بطرس الناسك حتى وصولها إلى القسطنطينية عاصمة الإمبراطورية البيزنطية. وكانت الجموع تندفع دون توقف ودون انتظار أوامر القيادة، خلفت وراءها خرابًا ونهبًا في المجر والصرب واليونان وآسيا الصغرى، حتى سحقتهم قوات السلاجقة الأتراك في 21 أكتوبر عام 1096م. وكان عدد الصليبيين 25 ألف رجل.

### الحملة الأولى
تحركت في أغسطس عام 1096 من من عدة مناطق من فرنسا وإيطاليا فمن إقليم اللورين قاد جودفري دي بوبون الرابع أتباعه وانضم إليها (أخوه الأكبر الكونت يوستاس من بولون واخوه الأصغر بلدوين من بولون أيضًا، كما انضم بودوان له بورغ ابن عم جودفري، والكونت بودوان من اينو والكونت رينو من تول) على إثر الدعوة التي إطلقت لها حملة الفقراء، مشت هذه الفصائل على طريق الراين-الدانوب التي سارت عليها قبلهم فصائل الفلاحين الفقراء. حتى وصلت القسطنطينية نهاية عام 1096.
وفي عام 491هـ/ 1097م؛ تجمعت قوات الصليبيين في القسطنطينية، وبعد أن تم إعدادها عبرت البسفور إلى الشام، ودارت بينهم وبين السلاجقة معركة عام 1097م، عند «ضورليوم»، ولكن هزم فيها السلاجقة، ثم استولى الصليبيون على أنطاكية في شمالي الشام، وأسسوا بها أول إمارة لهم، ثم استولوا على الرها في إقليم الجزيرة الشمالي، وأسسوا إمارتهم الثانية واتجهوا إلى مدينة القدس وبها بيت المقدس.
وأمام أربعين ألف مقاتل، لم يستطع جيش الفاطميين فك حصارهم للمدينة الذي استمر شهرًا كاملًا، ودخلوها في النهاية في 15 يوليو سنة 1099م، وأقاموا فيها مذبحة قضوا على سكانها جميعًا رجالا ونساءً وأطفالًا وكهولًا، واستباحوا مدينة القدس أسبوعًا يقتلون ويدمرون حتى قتلوا في ساحة الأقصى فقط سبعين ألفًا من المسلمين.
ويذكر أن ريموند القائد الصليبي احتل «مَعَرَّة النعمان»، وقتل بها مائة ألف، ٍ وأشعل النار فيها، ثم أقاموا دولتهم الكبرى المعروفة باسم مملكة القدس. وفي هذه الحملة، ظلت بعض مدن الشام الهامة مثل حلب ودمشق في أيدي المسلمين.
لقد تم الاستيلاء على القدس، وشعر الصليبيون أنهم حققوا واجبهم الديني باستعادة المدينة المقدسة.
وقد قسم الصليبيون هذا الإقليم إلى أربع إمارات:
إمارة الرُّها 492هـ/ 1098م، وتشمل أعالي نهري دجلة والفرات، وتقرب حدودها الجنوبية الغربية من حلب، وكانت عاصمتها الرها التي توجد في بعض الخرائط باسم إدريسّا.
أما الثانية فهي إمارة أنطاكية، وتقع في الإقليم الشمالي جنوب غرب إمارة الرها.
ثم تليها جنوبًا إمارة طرابلس وهي تقع في شريط ضيق على الساحل وهي أصغر هذه الإمارات.
أما الرابعة فهي مملكة القدس، وتمتد حدودها الشرقية من قرب بيروت الحالية، ثم تتبع نهر الأردن حيث تتسع قليلًا، وتتجه جنوبًا إلى خليج العقبة، وكانت عاصمتها القدس نفسها.
وكان لكل إمارة من هذه الإمارات أمير أو حاكم يحكمها، لقد استولوا على القدس، وها هو ذا نصرهم قد تم، وها هي ذي أوروبا كلها في فرح متزايد، ولكن الخلافات بينهم قد عادت كأشد ما تكون بعد أن تم لهم النصر.
وأسفرت الحملة الأولى عن احتلال القدس عام 1099 وقيام مملكة القدس اللاتينية بالإضافة إلى عدّة مناطق حكم صليبية أخرى، كالرها(إديسا) وإمارة أنطاكية وطرابلس بالشام.
و لعبت الخلافات بين حكام المسلمين المحليين دورًا كبيرًا في الهزيمة التي تعرضوا لها، كالخلافات بين الفاطميين بالقاهرة، والسلاجقة الأتراك بنيقية بالأناضول وقتها. وباءت المحاولات لطرد الصليبيين بالفشل.

### الحملة الثانية
بدأت الحملة الثانية عام 1147 وانتهت عام 1192. وكانت قد أعقبت فترة من الهدوء، دعا إليها برنارد دي كليرفو، وكان قادتها لويس السابع ملك فرنسا و‌كونراد الثالث هوهنشتاوفن إمبراطور الجرمان (ألمانيا)، وهي أول حملة يشترك فيها الملوك، تعرضت فيها الجحافل الألمانية لضربة قوية تمثلت في الجوع والمرض بعد هزيمة لحقت بها أمام فصائل الخيالة التابعة لسلطان قونية السلجوقي جوار ضورليوم، كما منيت القوات الفرنسية بهزيمة خطرة بجوار خونة. أنهك السلاجقة الصليبيين بغاراتهم المتواصلة. وفي 24 يونيو 1147 تلاقى لويس السابع وكونراد الثالث ووصية العرش ميليساندا مع أعيان القدس. ومضوا لحصار دمشق الحصينة، لأن فتحها كان يبشر بغنائم وفيرة. دام الحصار خمسة أيام (من 23 إلى 27 يوليو). لكنه فشل. وتخلي ملك القدس بودوان وبارون طبرية عن مطلبهما بعد تدهور موقعهم العسكري بسبب مناورة عسكرية أو لعله برشوة قدمها لهما الوزير الدمشقي معين الدين أنر.

### معركة حطين
في 4 يوليو 1187 وقعت معركة حطين التاريخية والمحورية. حيث انتصر فيها السلطان صلاح الدين الأيوبي سلطان مصر والشام. فحرر القدس في 2 أكتوبر 1187، الأمر الذي دفع بالبابا غريغوري الثامن إلى دعوة الحملة الصليبية الجديدة.

### الحملة الثالثة
دعا إليها البابا غريغوريوس الثامن، عام 1187 رداً على استرداد صلاح الدين للقدس وعودتها للمسلمين. وقاد الجيوش الصليبية ملك فرنسا فيليب الثاني أغسطس، و‌ريتشارد "قلب الأسد" ملك إنجلترا، وملك الجرمان (ألمانيا) فريدريك برباروسا. لكن برباروسا غرق في 1190 في نهر اللامس. فتشردت صفوف قواته. أما الفرنسيون والإنجليز، فلم ينتهوا من الاستعداد للحملة حتى 1190، وفي الطريق عمل ريتشارد الأول على توسيع نفوذه في صقلية مما وتر العلاقات مع الملك الفرنسي وأضعف التحالف بينهما.
حَاصَرَ الصليبيون عكا التي استسلمت في 12 يونيو 1191. وغادر فيليب عائدًا إلى فرنسا، وجرت مذبحة بأمر ريتشارد وتحت قيادته في عكا. بعدها تمت محاولاته لاحتلال مدن أخرى.لكنها باءت كلها بالفشل، وفي عام 1192.عقد الصلح مع صلاح الدين، واحتفظ الصليبيون بشريط ساحلي يمتد من صور إلى يافا، وسمح صلاح الدين للحجاج والتجار بزيارة مدينة القدس والأماكن المقدسة.

### الحملة الرابعة
دعا إليها البابا اينوقنتيوس الثالث في 1202. وكانت خطة الصليبيين الأولية تتلخص في دفع القوات إلى مصر، لضرب القوة الإسلامية الكبري في المنطقة.ثم شن الحرب منها باتجاه القدس. لكن البندقيين الذين تولوا أمر توجيه وتوفير وسائل النقل والغذاء للحملة مقابل 85 الف مارك ذهبي، أثّروا في مسار الحملة ووجهوها إلى القسطنطينية عمدًا. لأن الصليبيين لم يوفروا المبلغ المتفق عليه. وأسفرت الحملة عن تخريب وتدمير القسطنطينية عاصمة الدولة البيزنطية ومركز الثقافة الإغريقية العريقة، ولم تتخذ البابوية اجراءات فعلية تجاه هذا الحدث. وكانت تلك الحملة تمثل انحطاط الحملات الصليبية التي أصبحت فيما بعد بحاجة إلى تبرير مقنع، بعدما كانت أمرًا إلهيًا باسم الكنيسة.

### الحملات الطفولية
حدثت في حدود عام 1212 وكانت هذه الحركة شبيهة بحملة الفقراء الأولى قبل 1096م، يختلف حولها المؤرخون لقلة ما كتب عنها.
يرى بعض المؤرخين أن هاتين الحملتين لم تكونا سوى جموع من الأقنان والفقراء الذين استاءوا من الفشل الذي لاقته الحملات السابقة بقيادة الأسياد، وأن تسميتهم بالحملة الطفولية أو حملة الأطفال جاءت كاستعارة صورية لهذه الجموع. ولم تكن ترتبط حقيقة بكون المشاركين فيها من الأطفال. لكنها تصوير لفظي أصبح فيما بعد وهمًا تاريخيًا. ويرى البعض من المؤرخين انها كانت حملتين اشترك فيها اعداد كبيرة من الأطفال، وإن لم تقتصر عليهم.
مات العديد من المشاركين بسبب الجوع والظروف القاسية، وتفرقت الجموع وركب بعضهم السفن فوقعوا في أيدي القراصنة وبيعوا كعبيد في أسواق النخاسة. ولم يصل المشاركون في أي من الحملتين إلى الأرض المقدسة.

### الحملة الخامسة
سعى البابا اينوسنت الثالث إلى بدء حملة صليبية جديدة عام 1213. فبدأ بحملة وعظ دامت حتى انعقاد المجمع اللاتيني الرابع عام 1215 الذي اتخذ سلسلة من الإجراءات التي تتعلق بتنظيم الحملات الصليبية. تحركت قوات مجرية وجنوب ألمانية بقيادة اندارش الثاني وقوات نمساوية، ووصلت إلى عكا. وتوقفت هناك حتى انضمت إليها قوات ألمانية وهولندية. فتوجهوا إلى مدينة دمياط في شمال شرق الدلتا بمصر علي النيل. واستولوا عليها عام 1219. وتحت إلحاح نائب البابا هونوريوس الثالث والقاصد الرسولي بيلاجيوس استكمل الهجوم نحو المنصورة. وفي ذلك الوقت بالذات بدأ فيضان النيل. وفتح المصريون السد علي النهر. وقطع المسلمون طريق التراجع على الصليبيين. وحاصرت قوات المسلمين الصليبيين بأعداد كبيرة. وغرق المئات بمياه الفيضان. ووقع الصلح في 30 اغسطس 1221 لمدة 8 سنوات، وكان على الصليبيين مغادرة دمياط، ونفذوا ذلك في أوائل سبتمبر من نفس العام ومنيت الحملة الصليبية الخامسة بالفشل الذريع.

### الحملة السادسة
قادها الإمبراطور فريدريك الثاني هوهنشتاوفن الألماني الذي أراد أن يحقق مقاصده دون أن يسحب سيفه من غمده في صيف 1228، ولم تحظ هذه الحملة بمباركة البابوية بل حرم الإمبراطور من الكنيسة لتأخره في تنفيذ نذره بأخذ الصليب. تفاوض فيها فريدريك مع السلطان الكامل مما أسفر في فبراير 1229 عن صلح لمدة 10 سنوات تنازل بمقابله السلطان عن القدس باستتثناء منطقة الحرم، وبيت لحم والناصرة وقسم من دائرة صيدا وطورون (تبنين حاليًا) وكانت الحملة الأولى التي لا تبارك انطلاقها البابوية.

### الحملة السابعة
أدت الهزيمة التي لحقت بفصائل الصليبيين عام 1244 وخسارتهم التامة للقدس إلى ترتيب الحملة الصليبية السابعة، فقادها الملك الفرنسي لويس التاسع وتوجه بها إلى مصر واستمرت الحملة بين عامي 1248 و1254، فسيطروا في البدء على دمياط ثم المنصورة، ولكن المسلمين بقيادة السلطان الصالح نجم الدين أيوب (وزوجته شجر الدر فيما بعد) نجحوا في تدمير قواتهم وفي حصر بقاياها في المنصورة حتى استسلموا، ووقع لويس في الأسر حتى تم فديه عام 1250 فعاد إلى عكا وبقي فيها 4 سنوات قبل العودة إلى فرنسا بخفي حنين.

### الحملة الثامنة
انطلق في هذه الحملة لويس التاسع ملك فرنسا في عام 1270 بعد حوالي 3 سنوات من التأخير، وقد قام بها عدد قليل من البارونات والفرسان الفرنسيون، إذ أن فشل الحملات الجلي وانحطاط سمعتها صدهم عنها، حتى أن مؤرخ سيرة حياة لويس التاسع الذي رافقه في حملته السابقة رفض الانضمام إليه هذه المرة، ويروي هذا المؤرخ أن نبأ الحملة الجديدة كان مفاجئًا للغاية بالنسبة له شخصيًا وبالنسبة للأشخاص الآخرين المقربين من الملك، وانه اذهل البارونات، وكانت المعارضة مجمع عليها تقريبًا واضطر الملك إلى شراء حماسة الأسياد بالمال، ونذر مع الملك النذر الصليبي أبناءه الثلاثة وبعض تابعي الملك الآخرين، واتفق على أن توجه الحملة نحو تونس.
بدأت المفاوضات مع المستنصر أمير تونس ولما نزل الصليبيون في تونس وصلت المفاوضات إلى طريق مسدود، وعندها انضم شارل الأول كونت انجو، الأخ الأصغر للويس وملك مملكة نابولي. واستولوا على قلعة قرطاجا القديمة، ولكن وباء دب في صفوف الفرسان، وتوفي على إثره الملك وأفراد العائلة المالكة المرافقة باستثناء فيليب الابن البكر للملك الذي شفي، وفي نفس يوم وفاة الملك وهو 25 أغسطس 1270 وصل أخاه شارل الأول، وخاضت قواته برفقة قوات لويس بقيادة خلفه فيليب بضع معارك ناجحة ضد قوات أمير تونس، وفي أول نوفمبر 1270 وقعت معاهدة صلح مع المستنصر الزمته بدفع جزية مضاعفة إلى ملك الصقليتيين، كما شملت حقوقًا تجارية متبادلة، وبعد 17 يومًا من التوقيع، ركب الصليبييون السفن وغادروا.

### الحملة التاسعة
وقد حدثت حملات صليبية أخرى غير رئيسية منها:
- الحملة على الهراطقة الالبيجيين في جنوب فرنسا بين عام 1209 و‌1229،
- الحملة الصليبية على الإسكندرية بين عامي 1365 و‌1369 بقيادة الملك بطرس الأول ملك قبرص،
- حملة نيقيا عام 1396،

وفي القرن الرابع عشر الميلادي حدثت أكثر من 50 حملة ضد البروسيين الهادينيشيين ومدينة ليتاور نظمها الحاكمون في مناطق ألمانيا، وفي القرن الخامس عشر الميلادي حدثت 4 حملات صليبية ضد الهوسيين التشيكيين.
وبين 1443 إلى 1444 حدثت آخر حملة صليبية بتمويل من بابا روما هي «حملة ڤارنا الصليبية» ضد الامبراطورية العثمانية، وسُحِقَ فيها التحالف الصليبي الأوروبي وقتل الملك ڤلاديسلاڤ الثالث والمبعوث البابوي المحرض على الحملة.

## الحملات الأوروبية الرئيسية

### الحملات الشمالية

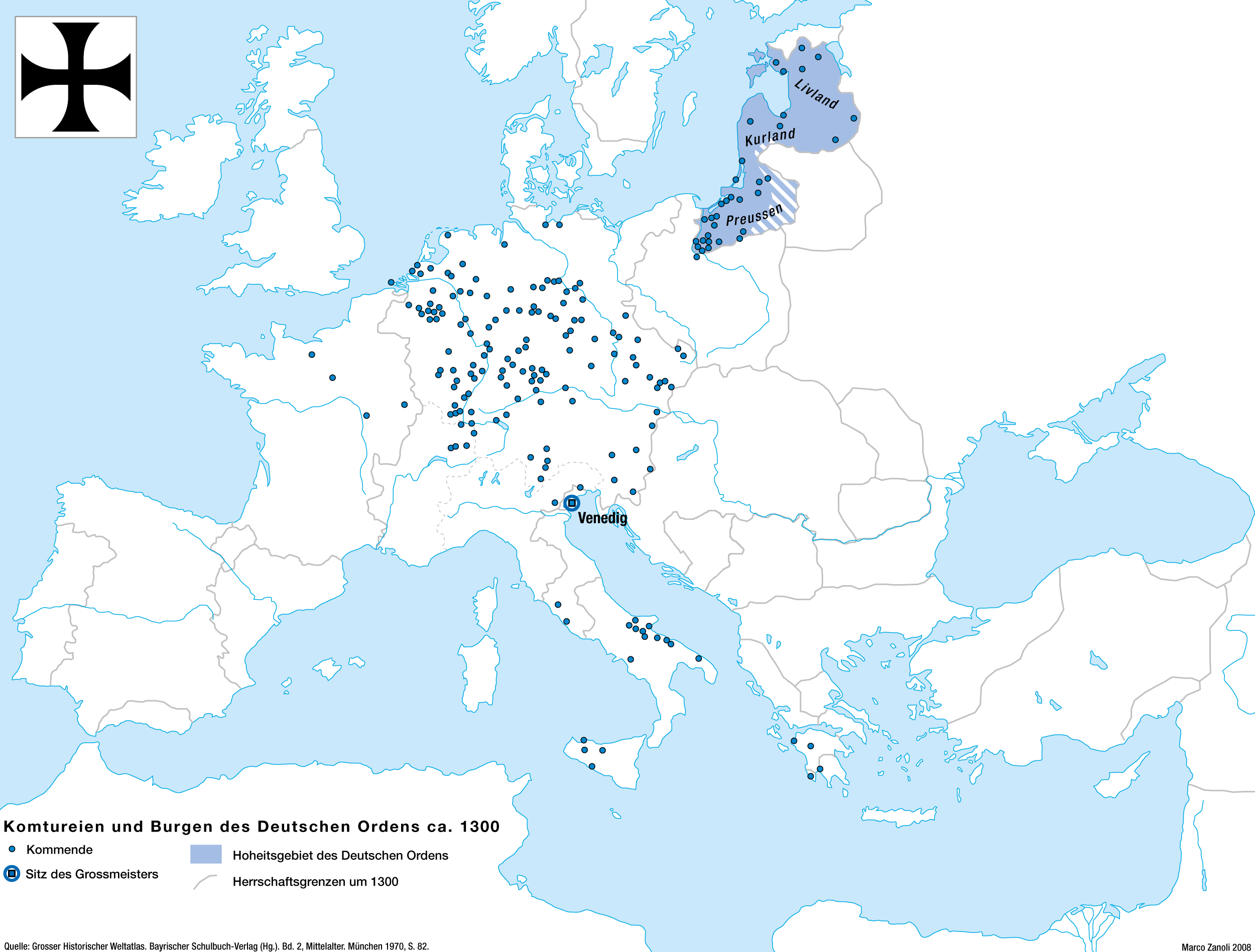
نطاق سيطرة الفرسان التيوتون بعد الحملات الصليبية في أوروبا عام 1300

قام باباوات كاثوليك من أمثال سلستين الثالث وإينوسنت الثالث وهونريوس الثالث وغريغوري التاسع بإطلاق دعوات لشنِّ حملات عسكرية جديدة خلال القرن الثاني عشر بعد نجاح الحملة الصليبية الأولى. كان الهدف من هذه الحملات الصليبية نشر الدين المسيحي في المناطق الشمالية والشمالية الشرقية من أوروبا. وتُعرف هذه الحملات باسم الحملات الصليبية الشمالية أو الحملات البلطيقية. سعى الساكسون والدنماركيون والبولنديون في الحملة الوندية عام 1147 إلى نشر الدين باستخدام القوة العسكرية بين القبائل الوندية من السلاف البولابيين الذين عاشوا في مكلنبورغ ولوساتيا. أطلق البابا سلستين الثالث دعوة لحملة صليبية جديدة عام 1193، استجاب لهذه الدعوة الأسقف بيرتهولد من هانوفر عام 1198 فقاد جيشا كبيرا ألحقت به الهزيمة وقُتِلَ على أثرها. أصدر إينوسنت الثالث رداً على هذا مرسوماً بابوياً معلناً حملة صليبية جديدة استطاع فيها أسقف بريمن هارتفيغ من أوتليده مع أخوة السيف الليفونيين إخضاع كامل أراضي شمال شرقي منطقة البلطيق تحت سيطرة الكاثوليك. وهبَ ملك بولندا كونراد الأول من ماسوفيا مدينة خيمنو إلى الفرسان التيوتون عام 1226، لاتخاذها قاعدة لشنِّ حملة صليبية على الأمراء البولنديين المحليين.:96 مُنِيَ أخوة السيف الليفونيين بالهزيمة على يد الليتوانيين ولهذا قام البابا غريغوري التاسع بضم بقايا التنيظم إلى الفرسان التيوتون عام 1237 ليصبح تحت اسم التنظيم الليفوني.:103 أكمل الفرسان التيوتون غزواتهم على البروسيين بحلول منتصف القرن الثالث عشر قبل غزوهم وتحويلهم أراضي الليتوانيين إلى المسيحية خلال العقود اللاحقة.:221–222 كما اصطدم تنظيم الفرسان عسكرياً مع الكنيسة الأرثوذكسية شرقية في جمهوريتيّ نوفغورود وبسكوف. انتصر جيش نوفغورود الأرثوذكسي على السويديين الكاثوليك في معركة النيفا عام 1240، كما انتصر النوفغوروديون على التنظيم الليفوني في معركة الثلج عام 1242.:104، 221

### الحملة الكثارية

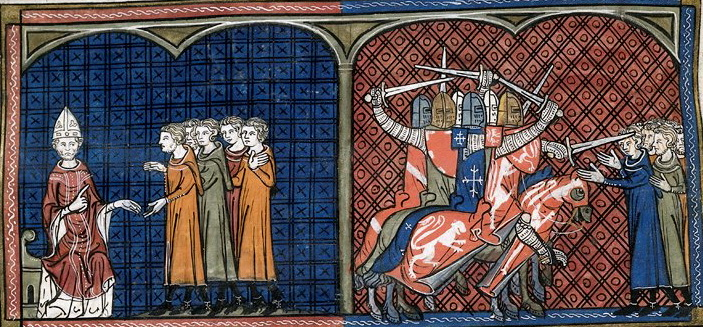
منمنمة ثنائية يظهر فيها البابا إينوسنت الثالث على اليسار وهو يحرم الكَثار ويطردهم كنسياً، ويظهر على اليمين ذبح الصليبيين لأبناء من طائفة الكَثاريين (مخطوطة موجودة في المكتبة البريطانية تعود للقرن الرابع عشر)

حملة كاثار الصليبية (1209-1229) هي حملة عسكرية دامت 20 عاماً أطلقها البابا إينوسنت الثالث للقضاء على أتباع الطائفة الكَثارية التي انتشرت بين الكثير من سكان جنوب فرنسا، والتي عدتهم الكنيسة الكاثوليكية هراطقة وزنادقة. تعرض الكثار لقمع وحشي حيث يُقدر أن ما بين 200,000 إلى مليون شخص قتلوا في هذه الحملة الصليبية. وضع التاج الفرنسي يده رسمياً على مقاطعة تولوز المتمتعة بالحكم الذاتي. وانخطبت وارِثة المقاطعة الوحيدة الكونتيسة جوان إلى الشقيق الأصغر للملك لويس التاسع ألفونس كونت بواتييه. لم ينجب الزوجان أي أطفال مما أدى إلى سقوط المقاطعة في أيدي الفرنسيين مباشرةً بعد وفاة جوان، وهو ما كان أحد دوافع الصليبيين من هذه الحملة.:163–165

### الحملة البوسنية
الحملة الصليبية البوسنية (1235–1241) هي حملة عسكرية تم شنّها على الكنيسة البوسنية التي كانت متمتعة بالاستقلال إذ اُتهِمت بتبعيتها للطائفة الكثارية (البوغوميلية) ما جعلها تُعدّ من الهراطقة. ولكن من المحتمل أن الدافع وراء هذه الحملة أيضاً كان يكمن في الطموحات المجرية للسيطرة على مزيد من الأراضي. أُرسِلت بعثة لإدخال البوسنة في كنف روما عام 1216، إلَّا أنها باءت الفشل. شجَّع البابا هونريوس الثالث المجر على شنِّ حملة صليبية على البوسنة عام 1225. أخفقت هذه الحملة بعد هزيمة المجر على يد الغزاة المغول في معركة موهي إبَّان اجتياحهم لأوروبا. شجَّع البابا غريغوري التاسع شنَّ مزيد من الهجمات بدءاً من عام 1234، استطاع فيها البوشناق صدَّ المجريين عن بلادهم من جديد.

## تأثيرات الحملات الصليبية
كان للحملات الصليبية تأثيراً كبيراً على أوروبا في العصور الوسطى، في وقت كان السواد الأعظم من القارة موحدا تحت راية البابوية القوية، ولكن بحلول القرن الرابع عشر الميلادي، تفتت المبدأ القديم للمسيحية، وبدأ تطور البيروقراطيات المركزية التي شكلت فيما بعد شكل الدولة القومية الحديثة في إنجلترا وفرنسا وألمانيا وغيرها.
كان تأثر الأوروبيين بالحضارة العربية والإسلامية كبيرا في فترة الحروب الصليبية، ولكن يرى العديد من المؤرخين أن التأثير الأعظم وانتقال المعارف الطبية والمعمارية والعلمية الأخرى كان قد حدث في مناطق التبادل الثقافي والتجاري التي كانت في حالة سلام مع الولايات الإسلامية، مثل الدولة النورمانية في جنوب إيطاليا ومناطق التداخل العربي- الإسلامي مع أوروبا في الأندلس ومدن الازدهار التجاري في حوض المتوسط كالبندقية وجنوه والإسكندرية، ولكن ما من شك بتأثر الأوروبين بالعرب خلال الحملات الصليبية أيضا، فكان تطور بناء القلاع الاوربية لتصبح أبنية حجرية ضخمة كما هي القلاع في الشرق بدلا من الأبنية الخشبية البسيطة التي كانت في السابق، كما ساهمت الحملات الصليبية في إنشاء المدن- الدول في إيطاليا التي استفادت منذ البدء من العلاقات التجارية والمبادلات الثقافية مع الممالك الصليبية والمدن الإسلامية.

## الحروب الصليبية في الذاكرة الإنسانية
يرى المسلمون في الحروب الصليبية أنها كانت حروبًا استعمارية، وتتلخص بأنها دموية، إقصائية بالإضافة لكونهم يرونها حروبًا استغلالية انتهازية سعى قادتها من الفرنجة إلى تطويع إيمان البسطاء للسيطرة على ثروات ومقدرات الشرق ويرى المسلمون في شخصيات صلاح الدين و‌الظاهر بيبرس أبطالًا محررين، وكذلك يرى الأوروبيون الشخصيات المشاركة في الحروب الصليبية أبطالًا مغامرين محاطين بهالة من القداسة، فيعتبر لويس التاسع قديسًا ويمثل صورة المؤمن الخالص في فرنسا، ويعتبر ريتشارد قلب الأسد ملك صليبي نموذجي، وكذلك فريدريك بربروسا في الثقافة الألمانية.
كما ينظر إلى مسمى حملة صليبية في عديد من الثقافات الغربية نظرة إيجابية على أنه حملة لأجل الخير أو لهدف سامي ويعمم المصطلح أحيانًا ليتخطى الإطار الديني، فقد ترد عبارات كـ«بدأ فلان حملة صليبية لإطعام الجياع»، كما استخدم المصطلح من قبل الرئيس الأمريكي جورج بوش لوصف ما أسماه الحرب على الإرهاب في 11 سبتمبر 2001 في عبارة مثيرة للجدل «هذه الحملة الصليبية، هذه الحرب على الإرهاب سيستلزمها وقت.»
أما في الشرق فيستغل المصطلح اليوم لوصم جماعات أو تحركات بأنها ذات دوافع عقائدية وأهداف استغلالية، أو للحصول على شرعية دينية لمواجهتها؛ وذلك بربطها بالذكرى المشتركة القاتمة لدى الشرق لحروب الفرنجة، فقد استخدم المصطلح من قبل معمر القذافي لوصف تدخل حلف الناتو في ليبيا بعد اندلاع ثورة 17 فبراير على نظام القذافي عام 2011 متهمًا الرئيس الفرنسي نيكولا ساركوزي بشن ما سماه القذافي «حرب صليبية جديدة» في أفريقيا وقائلًا «نحن بوابة أفريقيا ترس أفريقيا درع أفريقيا. أفريقيا كلها وراءنا ومعنا وتدافع عن الأمة الإسلامية وتدافع عن الإسلام أمام حملة صليبية أعلنها رئيس فرنسا بنفسه».

## وصلات خارجية
- قاموس تاريخي للحملات الصليبية - مطبعة جامعة كامبريدج
- مقال مصور من مجلة العربي عن الحروب الصليبية
- كتاب: ماهية الحروب الصليبية - تأليف: قاسم عبده قاسم الكتاب بصيغة PDF